# Pall Mall

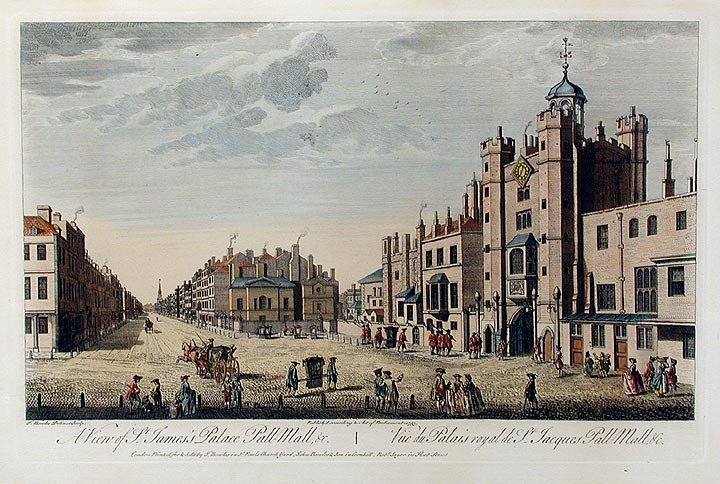
Vista del palau de Saint James i el carrer Pall Mall per Thomas Bowles (publicat el 1763)

Pall Mall és un carrer a la Ciutat de Westminster, Londres, situada a la zona postal sud-oest i Battersea (SW1, per les sigles en anglès), i paral·lela al carrer The Mall, que comença en la via de Saint James i creua a través de Waterloo Place cap a Haymarket. L'est de Pall Mall (en anglès, East Pall Mall) continua en direcció cap a Trafalgar Square. El carrer es converteix en via pública a la zona de Saint James, i en la secció de la carretera regional A4. El nom de Pall Mall prové del joc pall mall, que es jugava durant el segle xvii amb un mall i una pilota.

## Història

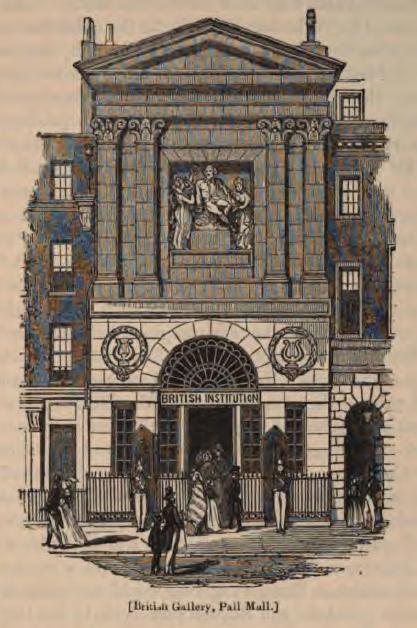
Gravat de Charles Knight de l'edifici de la Galeria Boydell Shakespeare, de l'arquitecte George Dance el Jove, el 1851, després de la seva compra per la Institució Britànica.

Pall Mall és molt coneguda per albergar diversos clubs de cavallers construïts el segle xix i a principis del segle xx. Entre els clubs destaquen l'Athenaeum, el Travellers, l'Army and Navy, el Reform, el United Services (ara ocupat pel Institute of Directors), l'Oxford and Cambridge Club i el Royal Automobile Club.
També va ser el centre artístic de Londres, atès que el 1814 la Royal Academy, la National Gallery de Londres i la casa de subhastes Christie's eren en aquest lloc, sense això, res s'hi va mantenir gaire temps.
Els béns immobles de la zona sud de Pall Mall han pertangut, per centenars d'anys, a la corona, i encara segueixen sent propietat del patrimoni de la corona. El Palau de Saint James és al costat sud del carrer, a l'extrem oest. Malborough House, que en el passat va ser una residència reial, és al costat est, amb una obertura a un jardí a la cantonada d'aquest carrer. També va ser el lloc on estava situat el War Office, que va esdevenir en la seva època sinònim del centre administratiu del Govern del Regne Unit, el que avui en dia correspon a la zona del carrer Whitehall. El War Office consistia d'un complex d'edificis basats en la mansió ducal de Cumberland House, que va ser dissenyada per Matthew Brettingham i Robert Adam.
A més, havien altres dues residències ducals importants al carrer, la primera era Schomberg House i Buckingham House, que va ser la residència del Duc de Buckingham, i després va ser reconstruïda per John Soane.